# Dáriusz Vitek
Dáriusz Attila Vitek (23 de octubre de 1997) es un deportista húngaro que compite en lucha grecorromana. Ganó dos medallas de bronce en el Campeonato Europeo de Lucha, en los años 2022 y 2025, ambas en la categoría de 130 kg.

## Palmarés internacional
| Campeonato Europeo | Campeonato Europeo      | Campeonato Europeo | Campeonato Europeo |
| Año                | Lugar                   | Medalla            | Categoría          |
| ------------------ | ----------------------- | ------------------ | ------------------ |
| 2022               | Budapest (Hungría)      | Medalla de bronce  | 130 kg             |
| 2025               | Bratislava (Eslovaquia) | Medalla de bronce  | 130 kg             |